# Pszczelnik (roślina)

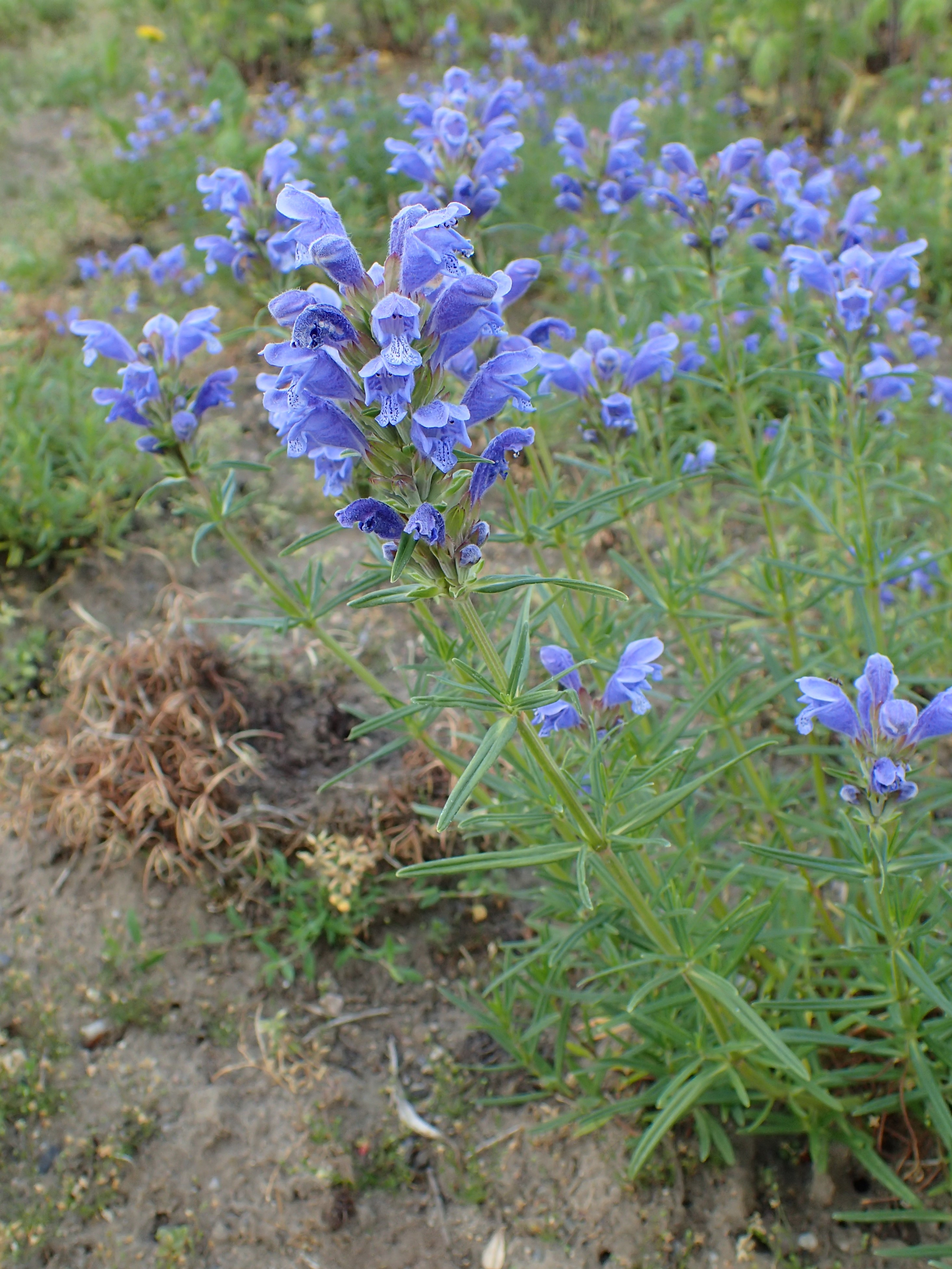
Pszczelnik wąskolistny

Pszczelnik (Dracocephalum L.) – rodzaj roślin należący do rodziny jasnotowatych. Należy do niego około 75 gatunków. Występują one głównie w Azji (na wschodzie sięgając po Japonię), w Europie rodzime są trzy gatunki, jeden w Afryce Północnej i jeden w Ameryce Północnej. W Polsce rodzimym gatunkiem jest tylko pszczelnik wąskolistny D. ruyschiana, kilka innych gatunków jest uprawianych lub zawlekanych i przejściowo dziczeje (pszczelnik drobnokwiatowy D. parviflorum, pszczelnik macierzankowy D. thymiflorum i pszczelnik mołdawski D. moldavicum). 
Niektóre gatunki są uprawiane jako rośliny ozdobne ze względu na okazałe kwiaty. Są też wykorzystywane jako rośliny miododajne i lokalnie w ziołolecznictwie.

## Morfologia

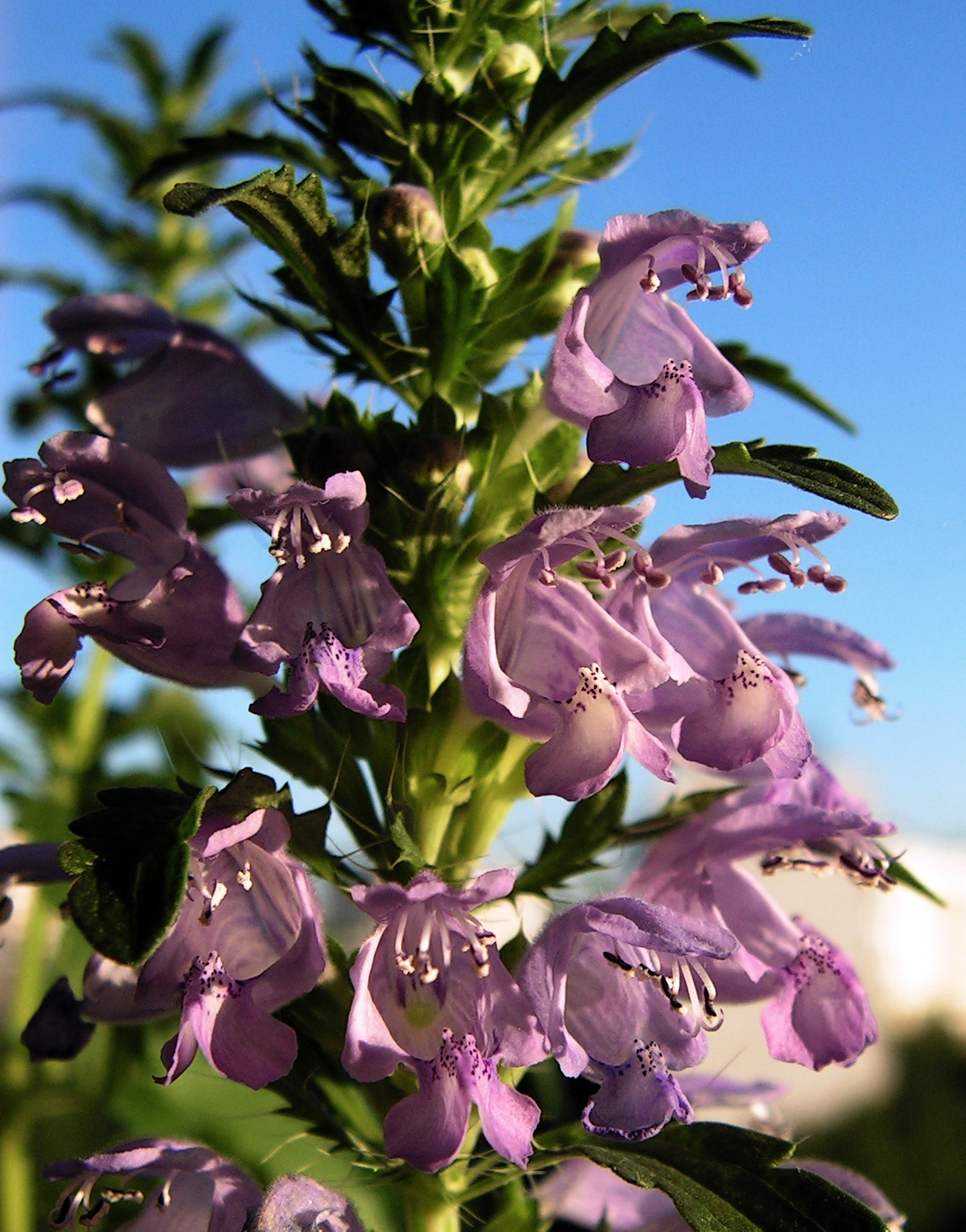
Kwiatostan pszczelnika mołdawskiego

PokrójByliny, rośliny jednoroczne i niewielkie krzewy osiągające do 0,9 m wysokości.
LiścieUlistnienie naprzeciwległe. Liście zwykle aromatyczne, pojedyncze i całobrzegie, karbowane, ząbkowane lub wcinane.
KwiatyZebrane w nibyokółkach skupionych w szczytowej części pędu. Kielich zrosłodziałkowy, dwuwargowy – z górną wargą z trzema ząbkami i dolną z dwoma. Korona fioletowoniebieska, biała lub różowa. U nasady zrośnięte płatki tworzą rurkę rozszerzającą się ku gardzieli. Warga górna zakończona jest dwiema łatkami, a dolna trzema, z których środkowa jest największa. Cztery pręciki w dwóch parach, z których górna jest dłuższa. Wystają z rurki korony, ale zwykle schowane są pod górną wargą. Zalążnia złożona z dwóch owocolistków, dwukomorowa, w każdej komorze z dwoma zalążkami. Szyjka słupka pojedyncza, z dwudzielnym znamieniem o równych ramionach.
OwoceCzterodzielne rozłupnie, rozpadające się na cztery pojedyncze rozłupki.

## Systematyka
Synonimy taksonomiczne
Moldavica Fabricius, Fedtschenkiella Kudr.
Pozycja taksonomiczna
Rodzaj z podplemienia Nepetinae, z plemienia Mentheae z podrodziny Nepetoideae z rodziny jasnotowatych (Lamiaceae Lindl.).
Wykaz gatunków
- Dracocephalum aitchisonii Rech.f.
- Dracocephalum argunense Fisch. ex Link
- Dracocephalum aucheri Boiss.
- Dracocephalum austriacum L.
- Dracocephalum bipinnatum Rupr. – pszczelnik podwójniepierzasty
- Dracocephalum botryoides Steven – pszczelnik groniasty
- Dracocephalum breviflorum Turrill
- Dracocephalum bullatum Forrest ex Diels – pszczelnik zwarty
- Dracocephalum butkovii Krassovsk.
- Dracocephalum calophyllum Hand.-Mazz.
- Dracocephalum charkeviczii  Prob.
- Dracocephalum discolor Bunge
- Dracocephalum diversifolium Rupr.
- Dracocephalum ferganicum Lazkov
- Dracocephalum foetidum Bunge
- Dracocephalum formosum Gontsch.
- Dracocephalum forrestii W.W.Sm. – pszczelnik Forresta
- Dracocephalum fragile Turcz. ex Benth.
- Dracocephalum fruticulosum Steph. ex Willd.
- Dracocephalum grandiflorum L. – pszczelnik wielkokwiatowy
- Dracocephalum heterophyllum Benth.
- Dracocephalum hoboksarensis G.J.Liu
- Dracocephalum imberbe Bunge – pszczelnik bezbródkowy
- Dracocephalum imbricatum C.Y.Wu & W.T.Wang
- Dracocephalum integrifolium Bunge
- Dracocephalum isabellae Forrest ex W.W.Sm.
- Dracocephalum jacutense Peschkova
- Dracocephalum junatovii A.L.Budantsev
- Dracocephalum kafiristanicum Bornm.
- Dracocephalum komarovii Lipsky
- Dracocephalum kotschyi Boiss.
- Dracocephalum krylovii Lipsky
- Dracocephalum lindbergii Rech.f.
- Dracocephalum longipedicellatum Muschl.
- Dracocephalum microflorum C.Y.Wu & W.T.Wang
- Dracocephalum moldavica L. – pszczelnik mołdawski
- Dracocephalum multicaule Montbret & Aucher ex Benth.
- Dracocephalum multicolor Kom.
- Dracocephalum nodulosum Rupr. – pszczelnik węzełkowaty
- Dracocephalum nuratavicum Adylov
- Dracocephalum nuristanicum Rech.f. & Edelb.
- Dracocephalum nutans L. – pszczelnik zwisły
- Dracocephalum oblongifolium Regel
- Dracocephalum olchonense Peschkova
- Dracocephalum origanoides Steph. ex Willd.
- Dracocephalum palmatoides C.Y.Wu & W.T.Wang
- Dracocephalum palmatum Steph. ex Willd.
- Dracocephalum parviflorum Nutt. – pszczelnik drobnokwiatowy
- Dracocephalum paulsenii Briq.
- Dracocephalum peregrinum L.
- Dracocephalum pinnatum L.
- Dracocephalum polychaetum Bornm.
- Dracocephalum popovii T.V.Egorova & Sipliv.
- Dracocephalum propinquum W.W.Sm.
- Dracocephalum psammophilum C.Y.Wu & W.T.Wang
- Dracocephalum purdomii W.W.Sm.
- Dracocephalum renati Emb.
- Dracocephalum rigidulum Hand.-Mazz.
- Dracocephalum rupestre Hance
- Dracocephalum ruyschiana L. – pszczelnik wąskolistny
- Dracocephalum schischkinii Strizhova
- Dracocephalum scrobiculatum Regel
- Dracocephalum spinulosum Popov
- Dracocephalum stamineum Kar. & Kir.
- Dracocephalum stellerianum Hiltebr.
- Dracocephalum subcapitatum (Kuntze) Lipsky
- Dracocephalum surmandinum Rech.f.
- Dracocephalum taliense Forrest ex W.W.Sm.
- Dracocephalum tanguticum Maxim.
- Dracocephalum thymiflorum L. – pszczelnik macierzankowy
- Dracocephalum truncatum Y.Z.Sun ex C.Y.Wu
- Dracocephalum velutinum C.Y.Wu & W.T.Wang
- Dracocephalum wallichii Sealy
- Dracocephalum wendelboi Hedge